# Leptochryseus kuwaitense
Leptochryseus kuwaitense is een krabbensoort uit de familie van de Camptandriidae. De wetenschappelijke naam van de soort is voor het eerst geldig gepubliceerd in 1983 door D. A. Jones & Clayton.